# ميلان تشولوم
ميلان تشولوم (بالصربية: Милан Ћулум)‏ هو لاعب كرة قدم صربي في مركز الوسط، ولد في 28 أكتوبر 1984 في نوفي ساد في صربيا. لعب مع جيلييزنيتشار ساراييفو وراد بيوغراد ورادنيتشكي نيش وسبارتاك سوبتيتسا ونادي أو إف كيه بيوغراد ونادي تشوكاريتشكي وهايدوك كولا.

## وصلات خارجية
- ميلان تشولوم على موقع الاتحاد الأوربي (الإنجليزية)
- ميلان تشولوم على موقع قاعدة بيانات كرة القدم.إي يو (الإنجليزية)
- ميلان تشولوم على موقع Soccerbase.com (لاعب) (الإنجليزية)
- ميلان تشولوم على موقع Soccerway.com (الإنجليزية)
- ميلان تشولوم على موقع عالم كرة القدم.نت (الإنجليزية)